# Hell's Island
Hell's Island es una película de cine negro estadounidense de 1955 dirigida por Phil Karlson y protagonizada por John Payne y Mary Murphy. La película se rodó en formato de pantalla ancha VistaVision. Hell's Island fue reeditada en 1962 con el título South Sea Fury.
Los títulos provisionales de esta película fueron Love Is a Weapon y The Ruby Virgin.

## Argumento
La película se cuenta como una analepsis con Mike Cormack (Payne) narrando la historia. Después de ser abandonado por su prometida, Mike se vuelve bebedor y deprimido, por lo que pierde su trabajo en la oficina del fiscal de distrito de Los Ángeles y trabaja como portero en un casino de Las Vegas.
Un extraño en silla de ruedas, Barzland (Francis L. Sullivan), lo contrata para localizar un rubí que desapareció en un accidente aéreo en el Caribe. Atrae a Cormack para que haga el trabajo diciéndole que el rubí puede estar en posesión de la misma mujer que lo abandonó, Janet Martin (Murphy), quien ahora está casada con el piloto del avión derribado.
Mike vuela al remoto Santo Rosario para encontrar la piedra e investigar el misterio. Cuando encuentra a su antiguo amor, su marido está en prisión. Mike, nuevamente enamorándose de Janet, es convencido por Janet para que ayude a su marido a escapar de la cárcel.
Su marido sorprende a Mike al revelar que Janet saboteó su avión, provocando su accidente, para cobrar su seguro de vida. Janet también traiciona a Mike, quien descubre que ha matado a un hombre y tiene el rubí. Barzland regresa pero se precipita hacia la muerte, y Mike observa cómo la policía se lleva a Janet a la cárcel.

## Reparto
- John Payne como Mike Cormack.
- Mary Murphy como Janet Martin.
- Eduardo Noriega como inspector Peña.
- Francis L. Sullivan como Barzland.
- Arnold Moss como Paul Armand.
- Paul Picerni como Eduardo Martin.
- Walter Reed como Lawrence.
- Pepe Hern como Lalo (el botones).
- Robert Cabal como Miguel (el criado)
- Sándor Szabó como Johann Torbig.

## Producción
La película se basó en una historia de Jack Leonard y Martin Goldmsith, quienes escribieron la historia para The Narrow Margin. La película también fue conocida como Chubasco, Love is a Weapon y The Ruby Virgin.
En un momento se habló de Fernando Lamas y Arlene Dahl para los papeles principales. El casting de John Payne y Mary Murphy se anunció en abril de 1954.
El rodaje comenzó el 7 de junio de 1954.
La película llega cerca del final del ciclo del cine negro y en un momento en que la expresión seria y fatigada de Payne en el cine se había convertido en una especie de ícono del cine negro.
Phil Karlson dijo: «Tomamos El halcón maltés [1941] y lo hicimos... ¡El halcón maltés! A nuestra manera».
La reseña del equipo de la revista Variety fue más positiva: «el guion [de una historia de Martin Goldsmith y Jack Leonard] se desarrolla en el puerto caribeño de Puerto Rosario, donde la aventura gira en torno a la búsqueda de un rubí perdido. Phil Karlson da a la narración una dura mirada en su dirección, ocasionalmente bajando el ritmo, pero en general presenta una historia contada enérgicamente en la que jugadores capaces dan realismo a personajes coloridos... Payne interpreta un papel contundente de manera excelente, y Murphy asume su primer papel importante de manera muy competente».

### Política
La película se planteó en un subcomité del Senado que investiga la delincuencia juvenil. Estes Kefauver intentaba encontrar un vínculo entre el cine y la delincuencia. Durante una sesión, el cartel de la película, que muestra a Payne abrazando a Murphy, vestida en traje de baño, fue mostrado a Y. Frank Freeman, vicepresidente de Paramount. Freeman dijo que el cartel era «muy malo. No hay excusa para ello».